# Bellville (Ohio)
Bellville – wieś w USA, w stanie Ohio, w hrabstwie Richland. 
Liczba mieszkańców w 2010 roku wynosiła 1918, a w roku 2000 wynosiła 1812.

## Znani mieszkańcy
- Duncan Spears Casper – normon, pionier[4].
- Levi H. Dowling – kaznodzieja[5].
- Francis Celeste Le Blond – reprezentował 5-ty Kongres stanu Ohio w latach 1963/67[6].
- John W. Leedy – 14-ty gubernator stanu Kansas[7].